# Masallı
Masallı (ook: Masally) is een stad in Azerbeidzjan en is de hoofdplaats van het district Masallı.
De stad telt 9.400 inwoners (01-01-2012).